# Charops pulchripes
Charops pulchripes är en stekelart som beskrevs av Girault 1925. Charops pulchripes ingår i släktet Charops och familjen brokparasitsteklar. Inga underarter finns listade i Catalogue of Life.